# Sumire Uesakaová
Sumire Uesakaová (japonsky 上坂 すみれ, Uesaka Sumire; 19. prosince 1991 prefektura Kanagawa, Japonsko) je japonská dabérka a J-pop zpěvačka z Kanagawy. Je spojena s agenturou Voice Kit.

## Filmografie

### Anime seriály
2011
- Pretty Rhythm: Aurora Dream jako mladá dáma C

2012
- Girls und Panzer jako Nonna (ノンナ)、Pijotan (ぴよたん)
- Kokoro Connect jako Kaoru Setouči (瀬戸内 薫)
- Sengoku Collection jako 殲滅姫・最上義光
- Čúnibjó demo koi ga šitai! jako 凸守早苗
- Čósoku henkei Gyrozetter jako Kirari Cukisato (月里 光)
- Papa no iu koto o kikinasai! jako 小鳥遊空

2013
- Outbreak Company jako エルビア・ハーナイマン
- GJ-bu jako 神無月環
- Z/X Ignition jako 戦斗怜亜
- Genshiken Nidaime jako 吉武莉華
- Sekai de ichiban tsuyokunaritai! jako 小宮山紅亜
- Namiuchigiwa no Muromi-san jako 隅田さん
- Fantasista Doll jako 羽月まない
- Mushibugyo いろり
- Lovely Movie: Itoshi no Muco 玲奈ちゃん

2014
- Inugami-san to Nekoyama-san jako 犬神八千代
- Ore, Twin Tail ni Narimasu. jako テイルレッド / ソーラ・ミートゥカ
- Garufurendo (kari) jako ユーリヤ・ヴャルコワ
- GJ-bu@ jako Ка́ннадзуки Тама́ки
- Cross Ange - Tenshi to Ryuu no Rinbu jako モモカ・荻野目
- Gekkan Shoujo Nozaki-kun jako さゆり
- Chuunibyou Demo Koi ga Shitai!Ren jako 凸守早苗
- Nobunagan jako ガリレオ・ガリレイ
- Hoozuki no Reitetsu jako ピーチ・マキ
- Lovely Movie: Lovely Muuuuuuuco! Season 2 jako Рэ́на-тян
- Madan no Ou to Vanadis jako ティッタ
- Hi☆sCoool! SeHa Girls jako Visual Memory

2015
- Idolmaster: Cinderella Girls jako アナスタシア
- Terebi anime itoshi no Muko jako Рэ́на-тян
- Overlord jako シャルティア・ブラッドフォールン
- Kantai Collection -KanColle- jako 吹雪、蒼龍、飛龍
- Queue Transformers Ninkimono e no Michi jako アーシー
- Concrete Revolutio ~Chojin Genso~ jako 星野輝子
- Shitaneta to iu gainen ga sonzaishinai taikutsuna sekai jako 月見草朧
- Show by Rock!! jako チュチュ
- Tesagure! Bukatsumono Spin-off Purupurun Sharumu to Asobou jako 小此木友美
- Dog Days jako シャル
- Plastic Memories jako 海松エル

2016
- Kono Bijutsubu ni wa Mondai ga Aru! jako コレット
- Concrete Revolutio ~Chojin Genso~ THE LAST SONG jako 星野輝子
- Show by Rock!! Short!! jako チュチュ
- Seitan 20 Shunenkinene Beast Wars Fukkatsu-sai e no Michi jako アーシー
- Tsukiuta. THE ANIMATION jako 天童院椿
- Terra Formars: Revenge jako アナスタシア・A・ポリトコフスカヤ
- Musaigen no Phantom World jako 川神舞
- Rakuenrojikku jako アテナ
- RS Keikaku -Rebirth Storage- jako Юдзуру Мидо
- Nameko: Sekai no Tomodachi jako Рёсика Намэ
- Show by Rock!!# jako チュチュ
- Ange Vierge jako Агэха Санаги
- ViVid Strike！ jako ユミナ・アンクレイヴ

2017
- CHAOS;CHILD jako 尾上世莉架
- Hand Shakers jako チヅル / 三津寺千鶴

2019
- Senryu Girl jako 花買タオ
- Carol & Tuesday jako アンジェラ
- Azur Lane jako クイーン・エリザベス、ウォースパイト、サラトガ、明石

2020
- Iwa-Kakeru! Climbing Girls jako 笠原好
- ToniKawa jako 有栖川綾

2021
- Don’t Toy With Me, Miss Nagatoro jako 長瀞さん
- Kobayashi-san Chi no Maidragon S jako クロエ
- The Great Jahy Will Not Be Defeated! jako 魔法少女
- Kimi to Fit Boxing jako マルティーナ
- Kageki Shoujo jako 杉本紗和
- PuraOre! Pride of Orange jako マヤ・ウォーカー
- So I’m a Spider, So What? jako 魔王アリエル
- Tact Op. Destiny jako マヤ・ウォーカー
- The Idaten Deities Know Only Peace jako Никель

2022
- Girls’ Frontline jako PPSh-41、PPS-43、モシン・ナガン
- Koi wa Sekai Seifuku no Ato de jako 橋本杏奈
- Overlord IV jako Шалтея Бладфоллен
- Urusei Yatsura jako ラム
- Princess Connect! Re:Dive 2 jako Судзуна

2023
- Don’t Toy With Me, Miss Nagatoro 2 jako 長瀞さん
- ToniKawa 2 jako 有栖川綾
- In Another World With My Smartphone 2 jako Лин
- KamiKatsu jako シリル
- TenPuru jako カグラ・ボールドウィン
- The Café Terrace and Its Goddesses jako 幕澤橘花
- Yuri Is My Job! jako 綾小路美月

### OVA
2013
- Namiuchigiwa no Muromi-san jako 隅田さん
- Papa no Iukoto o Kikinasai! jako 小鳥遊空
- Chou Akuukan Bouheki Cheese Neapolitan jako КоноХа Микумo

2014
- Mushibugyo jako いろり

2015
- Hoozuki no Reitetsu jako ピーチ・マキ
- Papa no Iukoto o Kikinasai! jako 小鳥遊空

2016
- Ajin «Nakamura Shinya Incident» jako Эми
- «Eiyū» Kaitai jako А́йро Кура́сики jako Оригинальный
- Seitokai Yakuindomo* jako Мори-сан
- Bakuon!! jako Хика́ри Хая́кавa

### Anime filmy
2013
- Chuunibyou Demo Koi ga Shitai! jako 凸守早苗

2015
- Girls und Panzer jako ノンナ、ぴよたん

2016
- Fleet Girls Collection KanColle Movie Sequence jako 吹雪、蒼龍、飛龍

2018
- Chuunibyou Demo Koi ga Shitai! Take On Me jako 凸守早苗

### ONA
2012
- Chuunibyou Demo Koi ga Shitai! Lite jako 凸守早苗

2013
- SHOW BY ROCK!! jako チュチュ
- Chuunibyou Demo Koi ga Shitai! Love Lite jako 凸守早苗

2014
- (Channel 5.5) Ghost in the Shell: ARISE jako 草薙素子

2015
- Jaku-San-Sei Million Arthur jako Ortolito

2016
- EYEDROPS jako イプシロン-アミノカプロン酸

### Videohry
2011
- ToyWars jako ハイド

2012
- Girlfriend (beta) jako ユーリヤ・ヴャルコワ
- Papa no Iukoto o Kikinasai! jako 小鳥遊空
- Kokoro Connect Yochirandamu jako 瀬戸内薫
- Corpse Party-THE ANTHOLOGY-Sachiko no ren’ai yugi♥Hysteric Birthday 2U jako 古林蘭

2013
- Idolmaster: Cinderella Girls jako アナスタシア
- Kantai Collection jako 蒼龍、飛龍、吹雪、白雪、初雪、深雪、叢雲、白雲、磯波、浦波、冬月、稲木 他
- New Grand Union jako P.P.プディング
- Seisо no Amazonesu jako シンイリ
- Chousoku Henkei Jairozetta Arubarosu no jako 久堂エリカ
- Phantom Breaker: Extra jako ソフィア・カルガノ
- Magical Battle Festa jako 幼魔アルビス
- Medarotto DUAL jako (vypravěč)
- Yome Collection jako (раздел: Сэйю)
- Ring ☆ Dream Wrestling War jako シュバルツ・ネーベル

2014
- Uchi no Hime-sama ga ichiban kawaī jako 清澄セイラ
- Otsukae Otome! jako Сэ́йра Киёсуми
- Girls und Panzer senshamichi, kiwamemasu! jako ぴよたん, ノンナ
- CHAOS;CHILD jako 尾上世莉架
- Granado Espada jako イリュージョン
- Atelier Shallie: Alchemists of the Dusk Sea jako シャルロッテ・エルミナス
- Shironeko purojekuto jako テトラ・ハートカード
- Rage of Bahamut jako エフェメラ
- Sky Loa jako メディア
- Zettai zetsubo shojo Danganronpa Another Episode jako 煙蛇太郎
- Hyperdevotion Noire: Goddess Black Heart jako リッド
- Venus dungeon jako ネロ、諸葛孔明、ドラキュラ三世
- World of Tanks jako ノンナ (дополнительный голосовой патч)

2015
- The Idolmaster Cinderella Girls gravure FOR YOU! jako アナスタシア
- The Idolmaster Cinderella Girls Starlight stage jako アナスタシア
- Onsoku shojo-tai-Photon Angels- jako ターニャ、イーニャ、リーナ
- Kaden shojo jako visual memory
- Cross Ange Tenshi to Ryu no Rinbu tr. jako モモカ・荻野目
- Chaos Dragon konton senso jako ベルリオーズ
- Kenka bancho 6 〜 Soru& Buraddo 〜 jako 手島美咲
- Shironeko purojekuto jako テトラ・ハートカード
- Zeno Blade Cross jako Голос Авватара (Ахододзи)
- Sengoku Asuka ZERO jako 咲姫
- Sengoku HimeTan MURAMASA- Ya - jako 武田信玄
- Tan saku e su to! jako かおり
- Battle Girl High School jako 火向井ゆり
- Princess Connect! jako 美波鈴奈
- Miri hime taisen − Militärische Mädchen − jako ザイツェフ、ナイディン
- Maiden Craft jako 天津川亜依莉
- Langrisser Riinсarnation — reincarnation - jako エルマ・ミンスター

2016
- Alice Order jako マリーヤ・バザロワ、ニーナ・バザロワ
- Ichichimanji Jie -ONLINE- jako ツクヨミ
- The Legend of Heroes: Akatsuki no Kiseki jako リーヴ
- Alternative Girl jako 柊つむぎ
- Kantai Collection jako 蒼龍、飛龍、吹雪、白雪、初雪、深雪、叢雲、白雲、磯波、浦波、冬月、稲木 他
- Shōjo to Dragon -Genjū Keiyaku Cryptract- jako ドロシー,クリスタ
- Orutanshia Saga -Aoi no Kishi-dan- jako Офэри
- Kamigokuto Mary Skelter jako アリス
- Girls' Frontline jako PPSh-41、PPS-43、モシン・ナガン
- Granblue Fantasy jako ハレゼナ, アナスタシア
- Grimm Notes jako カーリー
- Genkai Totsuhata Seven Pirates jako ワッフル
- Zakusesuhebun jako visual memory
- Soku no Riberashion jako ПиПи
- Ishiyumi Ryu Senki jako Кирика Порюно
- Himitsu Tantei Kari (Treasure Detective) jako 5 миллионов DL памятная Никэ
- Heaven×Inferno jako マリオフ
- Plastic-Memories jako 海松エル
- Formation Girls jako アレクサンドリーナ・ポクルィシキナ
- Azur Lane jako クイーン・エリザベス、ウォースパイト、サラトガ、明石, Киров
- Maho-jin Shojo Nobunaga Saga jako ラスプーチン
- Yome Collection jako チュチュ
- AKIBA’S BEAT jako 真田コトミ
- crossbeats REV. SUNRISE jako САН

2018
- Fitness Boxing jako マルティーナ

2020
- Yakuza: Like a Dragon jako 向田紗栄子, 菜乃葉
- Fitness Boxing 2: Rhythm and Exercise jako マルティーナ

2020+
- Gate of Rebellion jako ディミトラ・コレバノ
- Sangokushi Taisen jako Сяо Цяо
- STARLY GIRLS -Episode Starsia- jako シリウス

### Dabing v zámořské produkci
2014
- Hříšníci jako スヴェトラーナ〈イシドラ・ゴレシュテル〉

2016
- The Powerpuff Girls jako Bubbles
- Glee jako 女性アナウンサー (19. díl 5. řady)